# Diderik Wagenaar
Diderik Wagenaar (Utrecht, 10 mei 1946) is een Nederlands componist en muziektheoreticus. Diderik is een achterneef van de componist Johan Wagenaar (1862 – 1941).

## Opleiding
Wagenaar studeerde muziektheorie (als hoofdvak) bij Jan van Dijk, Hein Kien en Rudolf Koumans en piano bij Simon Admiraal aan het Koninklijk Conservatorium in Den Haag.

## Activiteiten
Sinds 1990 is Wagenaar docent aan het Koninklijk Conservatorium in Den Haag, aanvankelijk alleen voor muziektheorie en analyse van 20e-eeuwse muziek, daarna ook voor orkestratie en compositie.

## Composities
Wagenaar volgde geen studie compositie, maar terwijl hij studeerde (in de jaren zestig) begon hij met componeren: als componist is hij autodidact. Samen met o.a. Louis Andriessen, Cornelis de Bondt en Huib Emmer maakt hij deel uit van de zogenaamde Haagse School. Een belangrijk kenmerk binnen deze school is de stuwende ritmische kracht.
Werken:
- 2012 ....e mi sovvien...., voor instrumentaal ensemble
- 2008-2009 Preludio all'infinito, voor orkest
- 2007-2008 Quadrivium (voorheen Estensione), voor twee piano's
- 2006 Libro di melodie, voor piano solo
- 2005-2006 Ricordanza (Ríevocazioni dell’Orfeo di Claudio Monteverdi), voor orkest
- 2003 Tango waltz, Scherzo da ballo, voor orkest
- 2002 Pantomima, voor orkest
- 1998-2000 Galilei (op teksten van Galileo Galilei, Roberto Bellarmino, Blaise Pascal), voor orkest
- 1998 Rookery Hill, voor ensemble
- 1998 Musica dopo l'epistola, voor koperkwintet
- 1995 (revisie 1996) La caccia, voor trombone
- 1995 Trois poèmes en prose (op tekst van Baudelaire), voor sopraan en orkest
- 1994 Cat music, voor 2 violen
- 1994 Speld, voor speeldoos
- 1993 Lent, vague, indécis, voor instrumentaal ensemble
- 1992 Solenne, voor 6 slagwerkers
- 1991 Le chat (in de verzamelbundel Tien vocale minuten), voor mezzosopraan
- 1990 Tessituur, voor orkest
- 1989 La volta, voor piano solo
- 1988 Triforium, voor blaasorkest en slagwerk
- 1988 Festinalente, voor trompet solo en koperorkest met slagwerk
- 1987 Schigolch, voor twee stemmen en twee mondorgels en een strijk- of blaasinstrument
- 1985 (revisie 1986) Limiet, voor strijkkwartet
- 1985 Crescent, voor 34 blazers
- 1981-84 (revisie 1986) Metrum, voor symfonieorkest en obligaat saxofoonkwartet (in 1995 gearrangeerd door John Godfrey voor ensemble Icebreaker)
- 1981 Stadium, voor twee piano’s
- 1972-1980 Canapé, romantische muziek voor piano, clarinet, viool en cello
- 1979 Vier min één, drie stukken voor drie trompetten
- 1979 Tam tam, voor 12 instrumentalisten
- 1976 (revisie 1978) Liederen, voor metalen blaasinstrumenten, 2 piano’s en contrabas
- 1975 Tango for Jet, voor ensemble (Orkest de Volharding)
- 1973 (revisie 1990) Praxis, symfonie voor twee vleugels met ad libitum hobo (althobo)
- 1969 Kaleidofonen I, voor altsaxofoon en piano
- ? 2 liedjes: Slaapliedje voor Emanuel - Cradle song, voor stem solo

## Prijzen en onderscheidingen
Wagenaar kreeg de Kees van Baarenprijs voor zijn orkestwerk Metrum in 1989. In 1996 werd hem de Matthijs Vermeulenprijs toegekend voor Trois poèmes en prose.
- Bibliothèque nationale de France: cb167336068 (data)
- Gemeinsame Normdatei: 103967427
- International Standard Name Identifier: 0000 0000 8415 8307
- Library of Congress Control Number: n81067970
- MusicBrainz: 5a132b02-9d4e-45b5-8375-1c5ecf2dae7e
- Nationale Bibliotheek van Israël: 987007345402905171
- Nederlandse Thesaurus van Auteursnamen: 097436607
- SNAC: w6m45rrn
- Virtual International Authority File: 119989537
- WorldCat: E39PBJk4yqGBdrPmxjQ66TB773